# 柏崎又四郎
柏崎又四郎（かしわざきまたしろう）は、江戸時代の柔術家である。
戸塚派の柏崎、鬼又四郎と称され、戸塚派を最強と言わしめた理由の一つになった人物である。

## 経歴
天保3年（1832年）に沼津城で生まれる。13歳で江戸に出て戸塚彦介英俊の門に入り、戸塚派揚心流を学ぶ。17歳で目録を授かり、20歳で免許を与えられた。
細川藩士1人が戸塚派の道場に押し寄せた際、戸塚派の門弟が皆負けてしまったが、外出先から帰ってきた柏崎が相手をしこの11人全員を悉く投げ倒した。この一件で、柏崎は名を馳せた。
嘉永6年（1853年）、22歳で戸塚の代稽古として講武所に出入りするようになった。25歳で、本免許を与えられた。藩主の水野出羽守は、柏崎の実力を知り柏崎を藩の師範役に命じた。
その後、遊歴し芸州広島の宮浦松五郎の家に寄食し、同地に道場を開いた。芸州に滞在していた時、不遷流の武田物外に試合を試合を挑まれたが、柏崎は一般観覧の下で武田と試合し僅か一二合で武田物外を倒した（一説には蹴り倒したとされる）。なお、柏崎の面倒をみた宮浦松五郎は、江戸深川の鋳物職人として関わった韮山反射炉建設の腕が買われ、広島藩浅野家に召し抱えられてオランダへ留学、鉄砲、電気メッキなどの製造技術を持ち帰って浅野家の技術顧問となった人物（のちに市中で役人にからまれ銃で倒したことが咎められ切腹したが、浅野藩の武力が増してゆくのを快く思わなかった江戸幕府の謀略と言われる）。